# Court
Court, från engelskan, betyder egentligen gård och därav härlett hov. I sistnämnda mening används det fortfarande ("court of S:t James", engelska hovet, i diplomatisk mening), men har därjämte särskilt blivit beteckningen för domstolar, vilkas myndighet betraktas som ett utflöde av konungens makt.
Court of king’s bench, egentligen konungens domstolsbänk, upprättades 1178, tidigast bland de stora domstolarna. Genom
"Magna charta" (1215) tillkom court of common pleas, domstolen för "vanliga" mål (d. v. s. tvister mellan undersåtar), och inom kort utvecklades ur finansförvaltningens (se Exchequer) rättsskipning skattkammardomstolen, court of exchequer.
Dessa tre så kallade common law courts dömde efter den vanliga, till stor del oskrivna lagen (common law). Vid sidan av dem utövade emellertid lordkanslern ett slags administrativ rättsskipning efter helt andra regler (se Equity); sålunda uppstod kanslersrätten, court of chancery. 
Genom den stora rättsreformen 1873 och 1875 försvann dessa fyra stora domstolar som självständiga institutioner. I deras ställe skapades supreme court of judicature i två instanser. 
Första instansen, high court of justice, bestod av de fyra gamla domstolarna, men nu förvandlade till avdelningar (divisions) utan inbördes olikhet i kompetens, samt - såsom en femte avdelning - av de gamla domstolarna för testamente- och äktenskapsmål (courts of probate and divorce) samt sjömål (amiralitetsdomstolen, court of admiralty. År 1881 minskades avdelningarnas antal till tre, genom upphävande av exchequor division och common pleas division. 
Andra instansen i civilmål är appellationsdomstolen, court of appeal. Som appellationsdomstol i brottmål tjänstgör under vissa förhållanden court for crown cases reserved,  medan central criminal court är första instans för sådana mål i London. 
Av underordnade domstolar märks county courts, för mindre civilmål, med appell till "high court of justice".  I Skottland motsvarar court of session det engelska high court of justice.
Ordet court användes även som benämning på många andra korporationer, till exempel Londons styrelse och representation, vilka betraktade som en helhet kallas court of common council.